# Roda da Vida (telenovela)
Roda da Vida é uma telenovela brasileira produzida e exibida pela RecordTV entre 17 de abril e 31 de agosto de 2001, em 118 capítulos, substituindo Vidas Cruzadas e encerrando a dramaturgia da emissora naquele momento. Foi escrita por Solange Castro Neves, com colaboração de Enéas Carlos e Maria Duboc, sob direção de Henrique Martins, Fernando Leal e Fábio Junqueira e direção geral de Del Rangel.
Conta com Helena Fernandes, Juan Alba, Carlos Casagrande, Cássia Linhares, Adriana Garambone, Eliete Cigarini, Paulo Figueiredo e Emílio Orciollo Neto nos papéis principais.

## Produção
Roda da Vida apresentou diversos problemas durante sua exibição, especialmente pela falta de investimentos financeiros, que acarretaram em uma produção de baixo orçamento e recursos limitados – uma vez que a emissora não tinha equipamentos modernos ou um núcleo de teledramaturgia bem estruturado. Além disso, no início das gravações dos primeiros capítulos, a produção da trama sofreu com a falta de equipamentos e equipe, uma vez que os profissionais mais qualificados estavam empenhados no final de Vidas Cruzadas. Devido as problemáticas, a trama chegou ao fim sem deixar uma sucessora produzida pelo canal, uma vez que a direção avaliou que era inviável produzir outra telenovela sem realizar uma reestruturação completa já que seus equipamentos e profissionais estavam obsoletos, sendo substituída pela telenovela infantil Acampamento Legal, que era produzida fora dos estúdios da Record pela Casa de Vídeo e Central de Produções.
Isso viria a acontecer apenas em 2004, quando Herval Rossano seria contratado como diretor geral de teledramaturgia e realizou uma reestruturação, promovendo o investimento na compra de equipamentos de última geração, novos estúdios e expansão da equipe, além da aquisição de um casting de autores em ascensão e novos atores qualificados, dando inicio a retomada da teledramaturgia com A Escrava Isaura.

## Enredo
Após ter sua família destruída no passado pelos poderosos Almeida Alencar, Sofia retorna para a fazenda dos algozes 15 anos depois para se vingar, aproveitando da morte de Marcelo Almeida Alencar para mentir que sua filha é dele e assim se infiltrar no casarão da família. Marcelo era casado com Camila e pai do rebelde Alex e de Tamires, que vive um romance proibido com o primo Caio para desgosto da maldosa Cidinha, que sempre foi apaixonada pelo rapaz. Já Daniel Almeida Alencar vive um casamento falido com Cibele e pai de Caio, Bia, alvo da obsessão de Rafa, e Luiz Carlos, que nunca assumiu o romance com Veridiana por ela ser feia. É no meio desses conflitos que Sofia decide seduzir Alex, Daniel e Caio para destruir a família por completo, mas Camila desconfia das intenções da suposta amante.
Para colocar a vingança em prática, Sofia abandonou Alan, verdadeiro pai de sua filha e que tenta reencontrá-las. Ainda há Geraldo, um homem violento que bate na esposa Elza e no filho Ronaldo por ele ser gay. Já o professor Vidal luta contra a venda de drogas ilícitas na universidade onde leciona.

## Elenco
| Ator                 | Personagem                   |
| -------------------- | ---------------------------- |
| Helena Fernandes     | Sofia Albuquerque            |
| Juan Alba            | Alan Lee                     |
| Carlos Casagrande    | Caio Almeida Alencar         |
| Cássia Linhares      | Tamires Almeida Alencar      |
| Adriana Garambone    | Cidinha Pereira              |
| Emílio Orciollo Neto | Alex Almeida Alencar         |
| Eliete Cigarini      | Camila Almeida Alencar       |
| Paulo Figueiredo     | Daniel Almeida Alencar       |
| Cléo Ventura         | Cibele Almeida Alencar       |
| Altair Lima          | Joaquim Pereira              |
| Selma Egrei          | Elza Gomes                   |
| Clemente Viscaíno    | Geraldo Gomes                |
| Ernando Tiago        | Ronaldo Gomes                |
| Rodrigo Veronese     | Rafael Thomas (Rafa)         |
| Francisca Queiroz    | Bianca Almeida Alencar (Bia) |
| Augusto Vargas       | Raí                          |
| Samantha Monteiro    | Érika Marques (Kika)         |
| Fabiana Alvarez      | Karine                       |
| Cláudia Liz          | Eloá Albuquerque             |
| Tony Tornado         | Malaquias                    |
| Cláudio Cavalcanti   | Professor Vidal              |
| Iara Jamra           | Brasilina                    |
| Roney Facchini       | Frederico                    |
| Reinaldo Holzchuh    | Luíz Carlos Almeida Alencar  |
| Kika Julianelli      | Veridiana Domingues          |
| Nicole Puzzi         | Heloísa                      |
| Leopoldo Pacheco     | Eduardo                      |
| Marcelo Várzea       | Eric                         |
| Virgínia Novick      | Solange                      |
| Tony Correia         | Telmo                        |
| Déborah Cardoso      | Cássia                       |
| Daniel Dellias       | Maurício                     |
| Dante Nicolodi       | Waldir                       |
| Raquel Barcha        | Dolores                      |
| Raíssa Medeiros      | Yasmin Albuquerque           |

### Participações especiais
| Ator             | Personagem              |
| ---------------- | ----------------------- |
| Henri Pagnocelli | Marcelo Almeida Alencar |
| Cida Marques     | Natália                 |
| Priscila Asperti | Leonora Lee             |
| Luciano Faria    | Fabio                   |

## Trilha sonora
Capa: Juan Alba
| N.º | Título                        | Música               | Duração |  |
| 1.  | "Roda Viva"                   | Anna Lu              |         |  |
| 2.  | "Meu Lamento é Chorar"        | Daniel               |         |  |
| 3.  | "O Que Eu Tambem Não Entendo" | Jota Quest           | 03:44   |  |
| 4.  | "Volevo dirti che ti amo"     | Laura Pausini        | 04:04   |  |
| 5.  | "Nem um Toque"                | Quatro Manos         |         |  |
| 6.  | "Males"                       | Claudinho e Buchecha | 03:36   |  |
| 7.  | "Sem Você"                    | Daniel Carlo Magno   |         |  |
| 8.  | "Tudo Me Lembra Você"         | Jerry Adriani        |         |  |
| 9.  | "Seamisai"                    | Deborah Blando       | 03:36   |  |
| 10. | "Enquanto a Vida Passa"       | Rosanah Fienngo      |         |  |
| 11. | "Que Dure Para Sempre"        | Peninha              |         |  |
| 12. | "Vou Virar o Jogo"            | Da Melhor Qualidade  |         |  |
| 13. | "Diversão"                    | Nila Branco          |         |  |
| 14. | "Uma Barco á Deriva"          | Marcelo Crivela      |         |  |
| 15. | "Corpo e Alma"                | Mara Maravilha       | 04:30   |  |
| 16. | "Os Corações não são Iguais"  | Igor e Iago          |         |  |